# Brachiaria ophryodes
Brachiaria ophryodes är en gräsart som beskrevs av Mary Agnes Chase. Brachiaria ophryodes ingår i släktet Brachiaria och familjen gräs. Inga underarter finns listade i Catalogue of Life.